# Гирдзияускас, Витаутас (писатель)
Витаутас Гирдзияускас (лит. Vytautas Girdzijauskas; 19 апреля 1930, деревня Бульгенишкяй Шимкайчяйской волости Расейняйского уезда, Юрбаркский район, Литва — 18 октября 2019, Вильнюс) — литовский писатель, лауреат литературной премии Юлии Жемайте и других премий; брат инженера и публициста, участника антисоветского сопротивления Пятраса Гирдзияускаса и инженера экономиста Стасиса Альбинаса Гирдзияускаса.

## Биография
В 1954 году окончил Историко-филологический факультет Вильнюсского университета, год спустя — Вильнюсский музыкальный техникум имени Юозаса Таллат-Кялпши..
В 1952—1955 годах был артистом хора Литовской филармонии, затем преподавал в Вильнюсском строительном техникуме (1955—1957). В 1957—1960 годах пребывал в заключении в Тайшете (Сибирь) за антисоветскую деятельность..
По возвращении в Литву работал на Заводе счётных машин (1961—1968), в Министерстве здравоохранения (1968—1974), в Главной редакции энциклопедий (1974—1990). В 1990—2000 годах работал в Издательстве Союза писателей Литвы.
С 1974 года был членом Союза писателей Литвы. Был избран в члены Совета Сейма Саюдиса (1992). С 1998 года был председателем Литовской ассоциации защиты прав человека.
Умер после тяжёлой болезни в Вильнюсе 18 октября 2019 года и похоронен 21 октября на вильнюсском Антакальнисском кладбище на Пригорке художников.

## Творчество
В 1971 году вышел первый сборник новелл Гирдзияускаса „Trys moterys ir vienas vyras“. Персонажи этого сборника переживают различные этические коллизии и ощущают нехватку духовных связей. В последующих произведениях (романы „Žmonės man buvo geri“, 1973; „Laimingųjų laimė“, 1975; сборник новелл „Vienas prieš vieną“, 1981) в основном изображается техническая интеллигений и рассматриваются отношения личности и общества.
В более поздних романах „Ką mylėti“ (1992), „Šimtmetis lyg mirksnis“ (1997), „Palūkėk, mirtie“ (2000) больше внимания уделяется духовному самовыражению личности, моральной устойчивости.
Творчеству писателя свойственны стилистическое разнообразие и склонность к аналитичности.
Публиковал также рецензии, публицистические статьи, эссе, документальную прозу. Изданы сборники эссе и документальной прозы „Laiškai iš nelaisvės namų: Tekstai apie skaudžią praeitį ir dabartį“, 1994 (Премии Юлии Жемайте, 1995); „Palangos dienoraštis“, 2004; „Palangos dienoraštis, 2001–2012“, 2018; „Trylika tekstų apie vieną gyvenimą“; 2009), сборник романов и новелл „Tokia moteris – lobis“ (2005), сборник новелл „Žiemos metafizika“ (2010), роман „Danguje kitaip“ (2013).
Подготовил собрание сочинений Пранаса Довидайтиса (т. 6—8, 2009—2012), книги произведений Жемайте, Рамунаса Каспаравичюса.

## Награды и премии
- 1974 — Премия комбината имени Пранаса Зибертаса за роман „Žmonės man buvo geri“.
- 1995 — Литературная премия Жемайте за книгу „Laiškai iš nelaisvės namų“.
- 2002 — Литературная премия Г. Петкявичайте-Бите за роман „Palūkėk, mirtie“.
- 2009 — Литературная премия Юозаса Келюотиса за творческую деятельность.
- 2010 — Премия Пятраса Цвирки за книгу новелл „Žiemos metafizika“.[2]